# 刘明 (济川王)
劉明（?—?），汉朝宗室，西汉济川王。其父梁孝王刘武是汉文帝刘恒的第二子，劉明是第二子，是哥哥刘买继梁王位。刘武去世后，他的五个儿子都被汉景帝封为诸侯王。前144年，劉明封济川王。前138年，劉明杀中傅，汉武帝把他废位，迁至房陵，济川国撤销。
| 前任： 刘太 | 西汉济川王 前144年—前138年 | 繼任： 末任 |

## 延伸阅读
[在维基数据编辑]
 《史記/卷058》，出自司馬遷《史記》